# Mikołaj z Autrécourt
Mikołaj z Autrécourt (ur. ok. 1299 w Autrécourt, zm. ok. 1369) – francuski filozof średniowieczny, sceptyk, przedstawiciel ockhamistów. Uczył się i studiował w Paryżu. Jego doktryna została w 1340 roku zakwestionowana i oddana pod sąd papieżowi, w 1346 potępiona. Mikołaj na zgromadzeniu Uniwersytety Paryskiej wyrzekł się potępionych tez i spalił swe dzieło; został oddalony od pracy naukowej i funkcji nauczyciela. Od tamtej chwili zajmował średnie urzędy kościelne, m.in. był dziekanem katedry w Metz w 1350 r. Wobec zniszczenia jego pism większość jego poglądów jest odtwarzana przez źródła pośrednie, choć udało się odnaleźć m.in. jego traktat teologiczny i parę listów o treści naukowej.